# Thalictrum chayuense
Thalictrum chayuense är en ranunkelväxtart som beskrevs av Wen Tsai Wang. Thalictrum chayuense ingår i släktet rutor, och familjen ranunkelväxter. Inga underarter finns listade i Catalogue of Life.